# Ottou Marcellin
Pour les articles homonymes, voir Marcellin.
Ottou Marcellin, né en 1955, surnommé « Tchello », est un guitariste, musicien et compositeur camerounais,. Il est l'auteur de plus de 300 chansons.

## Biographie
Originaire de la région du Centre, il commence sa carrière dans les années 1970, mais c'est au début des années 1980 que le grand public le découvre véritablement.
En 2015, il célèbre ses 35 ans de musique avec un grand concert au Palais des congrès de Yaoundé.

## Distinctions
Titulaire de nombreuses distinctions, il remporte en 1982 le prix du concours de la chanson « Découvertes RFI » à Lomé (Togo) et le prix de la SACEM en France. En 1985 il reçoit le prix de la chanson française au festival de Spa (Belgique). En 2000 il est décoré du grade de chevalier de l'ordre de la Pléiade par l'Assemblée parlementaire de la francophonie. En 2015 il est élevé au grade de chevalier de l'ordre national de la Valeur.

## Filmographie
- Ottou Marcellin en noir et blanc, film documentaire réalisé par Romuald Bernard Banack, CRTV, Organisation internationale de la francophonie, 1994, 60 min  (vidéocassette)
- Une vie, une histoire. Marcelin Ottou, film documentaire réalisé par Martin Kee, CRTV, 2005, 56 min, vidéo intégrale en ligne
- Ottou Marcelin: Everything About Best Cameroonian Artist